# Pierre Gaultier de Varennes de la Vérendrye
Pierre Gaultier de Varennes, visconte de la Vérendrye (Trois-Rivières, 17 novembre 1685 – Montréal, 5 dicembre 1749), è stato un esploratore francese.

## Biografia
Pierre Gaultier de Varennes nacque nella colonia francese di Trois-Rivières, presso Québec, dal visconte René Gualtier de Varennes et Vérendrye e da Marie, figlia di Pierre Boucher, governatore della colonia. I de Varennes et Vérendrye (il cognome fu poi modificato in Varennes de la Vérendrye) appartenevano a un'antica famiglia della regione francese dell'Angiò. René Gaultier, padre di Pierre Gautier, aveva fondato nel 1672 la cittadina di Varennes, nel Québec.
Nel 1707 Pierre combatté nelle Fiandre la Guerra di Successione Spagnola, venendo anche ferito e preso prigioniero nel 1709 durante la battaglia di Malplaquet.

## Esplorazioni

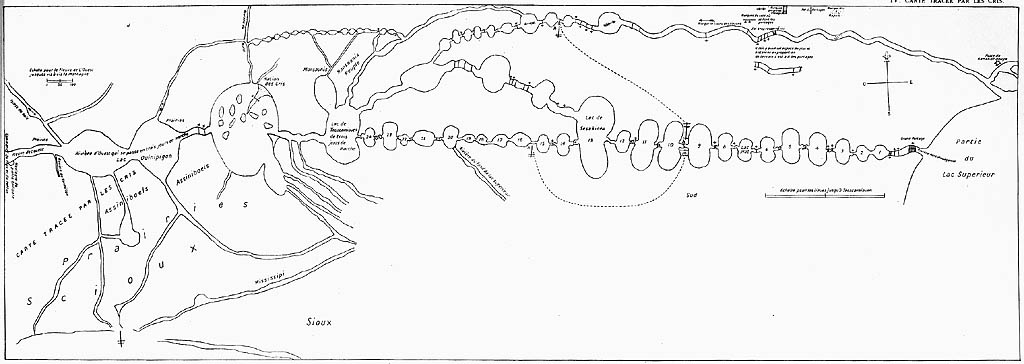
Mappa della regione delle Boundary Waters disegnata da una guida nativa Auchagah per de la Vérendrye, con il lago Superiore, il fiume Kaministiquia, il lago delle Piogge, lago dei Boschi ed il lago Winnipeg, (1730 ca.)

Nel 1731, Pierre inizia la propria carriera di esploratore. Inizia lanciandosi alla ricerca del "mar dell'Ovest", ma ben presto i suoi viaggi esplorativi acquistano fini commerciali, principalmente nella tratta delle pelli. Esplora il Lago Superiore, poi lungo il fiume Pigeon che permette poi di raggiungere via terra la Rivière à la Pluie e infine il lago Winnipeg. Il visconte organizza delle expéditions a partire dal Forte Caministigoyan e fa edificare una decina di centri per il commercio fortificati, in particolare Fort Saint-Pierre.
Nella primavera del 1742, Pierre si dirige verso nord per stabilire il forte Dauphin sul lago Manitoba ed il forte Bourbon alla punta nord del lago Winnipeg. Il 9 aprile 1742, i suoi due figli, Louis-Joseph e François, lasciano Fort La Reine con la missione di esplorare ad ovest il più lontano che possano; si dirigono quindi in direzione sud-ovest. Il primo gennaio 1743, risalgono l'Alto Missouri fino al fiume Yellowstone. A questo punto, un muro di roccia gli sbarra la strada: si tratta delle montagne Rocciose, nella parte occidentale del Wyoming. Sebbene convinti di trovare il mare oltre le montagne, le guide indigene si rifiutano di proseguire per via della presenza di tribù ostili e forzano i due giovani esploratori a tornare indietro.
Padre e figli rientrano a Montréal nel 1744. Cinque anni più tardi, il re di Francia assegna a Pierre Gaultier de Varennes la croce dell'Ordine di San Luigi, la distinzione più prestigiosa dell'epoca, ed un titolo nobiliare per la sua famiglia. Per i servizi resi, Pierre Gaultier de La Vérendrye viene promosso capitano. Muore a 64 anni, il 5 dicembre 1749, mentre prepara una spedizione lungo il fiume Saskatchewan.